# Derroñadas
Derroñadas es una localidad de la provincia de Soria, partido judicial de Soria, Castilla y León, España. Pueblo de la comarca de El Valle y La Vega Cintora que pertenece al municipio de El Royo. Con hermosos lugares que visitar y diversas actividades que hacer a sus alrededores

## Geografía

### Situación
Confina el término al norte con El Royo, este con Sotillo del Rincón; sur Langosto, y oeste con Vilviestre de los Nabos. Regado por el río Duero.

### Demografía
En el año 2000 contaba con 41 habitantes, concentrados en el núcleo principal, pasando a 36 en 2014.

## Historia
Sobre la base de los datos del Censo de Pecheros de 1528, en el que no se contaban eclesiásticos, hidalgos y nobles, no se registran vecinos. Figura en el documento original escrito como Roñadas.
A la caída del Antiguo Régimen la localidad se constituye en municipio constitucional, entonces conocido como El Royo y Derroñadas en la región de Castilla la Vieja, partido de Soria que en el censo de 1842 contaba con hogares 181 y 730 vecinos.
En Derroñadas es notable la presencia de las llamadas "casas de Indianos". Durante finales del siglo XIX y principios del XX muchos fueron los vecinos de esta población que emigraron a hacer las Américas, llegando a formar la Sociedad Filantrópica de El Royo y Derroñadas, con sede en Buenos Aires. Las fortunas amasadas por estos llamados "indianos" revirtieron en su pueblo natal dando lugar a la construcción de bellas mansiones y casonas de estilo colonial.

## Lugares de interés
- Iglesia de San Juan Evangelista: templo románico, de una sola nave y torre de buena factura y esbelta figura.

- Casas de Indianos.
- Fuente del caño
- El lavadero